# Espinteriínos
Espinteriínos (Spintheriini) é uma tribo de coleópteros da subfamília Cerambycinae.

## Gêneros
- Anastetha
- Spintheria